# Costantino Cristiano Luna Pianegonda
Costantino Cristiano Luna Pianegonda (Recoaro Terme, 10 dicembre 1910 – Zacapa, 29 agosto 1997) è stato un vescovo cattolico italiano.

## Biografia
Il 1º luglio 1934 è ordinato sacerdote per l'Ordine dei frati minori.
Il 30 novembre 1955 è nominato primo vescovo di Zacapa, diocesi del Guatemala. Riceve la consacrazione episcopale il 6 gennaio 1956 dall'arcivescovo Gennaro Verolino, al tempo nunzio apostolico in Guatemala.
Rassegna le dimissioni il 16 febbraio 1980 e resta vescovo emerito della diocesi.
Muore a Zacapa il 29 agosto 1997 all'età di 86 anni.

## Genealogia episcopale
La genealogia episcopale è:
- Cardinale Scipione Rebiba
- Cardinale Giulio Antonio Santori
- Cardinale Girolamo Bernerio, O.P.
- Arcivescovo Galeazzo Sanvitale
- Cardinale Ludovico Ludovisi
- Cardinale Luigi Caetani
- Cardinale Ulderico Carpegna
- Cardinale Paluzzo Paluzzi Altieri degli Albertoni
- Papa Benedetto XIII
- Papa Benedetto XIV
- Papa Clemente XIII
- Cardinale Marcantonio Colonna
- Cardinale Giacinto Sigismondo Gerdil, B.
- Cardinale Giulio Maria della Somaglia
- Cardinale Carlo Odescalchi, S.I.
- Vescovo Eugène de Mazenod, O.M.I.
- Cardinale Joseph Hippolyte Guibert, O.M.I.
- Cardinale François-Marie-Benjamin Richard de la Vergne
- Cardinale Pietro Gasparri
- Cardinale Clemente Micara
- Arcivescovo Gennaro Verolino
- Vescovo Costantino Cristiano Luna Pianegonda, O.F.M.